# Maritz-rebellie
De Maritz-rebellie was een opstand van Afrikaners tegen de Britsgezinde regering van de Unie van Zuid-Afrika aan het begin van de Eerste Wereldoorlog.

## Inleiding
Na de Tweede Boerenoorlog werden de Boerenrepublieken geannexeerd door het Verenigd Koninkrijk, waardoor de Afrikaners een Volkstaat werd afgenomen. Nadat de Eerste Wereldoorlog uitbrak, zagen veel anti-Britse veteranen van de Boerenoorlog het Duitse Rijk als een bondgenoot.
Aangezien het Britse Zuid-Afrika grensde aan Duits-Zuidwest-Afrika (tegenwoordig Namibië) was een oorlog tussen deze kolonies vanzelfsprekend. Britse propaganda vergeleek de Duitsers met barbaren, maar veteranen waren de oorlogsmisdaden van de Britten tijdens de Boerenoorlog niet vergeten. Nadat de populaire Boerengeneraal Koos de la Rey door een politieagent werd gedood, bereikte de relatie tussen Afrikaners en Britten een dieptepunt.

## De opstand
Generaal Manie Maritz, gestationeerd bij de grens van Duits-Zuidwest-Afrika, begon hierna zijn opstand tegen het Britse gezag en riep de Zuid-Afrikaanse Republiek uit, gesteund door vele prominente veteranen. Onder leiding van de pro-Britse Afrikaners Jan Smuts en Louis Botha werd de opstand echter de kop ingedrukt. Generaal Christiaan Frederik Beyers verdronk tijdens zijn vlucht in de Vaalrivier en soldaat Jopie Fourie werd geëxecuteerd. De leiders van de rebellie werden gevangengezet en kregen hoge geldboetes.
Het Zuid-Afrikaanse leger zette zijn campagne in Duits-Zuidwest-Afrika voort en veroverde het gebied in juli 1915.